# Schwindratzheim
Schwindratzheim é uma comuna francesa na região administrativa de Grande Leste, no departamento Baixo Reno. Estende-se por uma área de 9,12 km². Em 2010 a comuna tinha 1 743 habitantes (densidade: 191,1 hab./km²).